# Mircea Onisemiuc
Mircea Traian Onisemiuc (* 13. September 1970 in Constanța) ist ein ehemaliger rumänischer Fußballspieler und heutiger -trainer.

## Karriere
In Rumänien spielte Onisemiuc für verschiedene Vereine in der ersten und zweiten Liga. Mit dem FC Argeș Pitești qualifizierte er sich in der Saison 1997/98 für den UEFA-Pokal der Folgesaison. Zur Spielzeit 1998/99 verpflichtete ihn der deutsche Zweitligist Rot-Weiß Oberhausen. In der 2. Fußball-Bundesliga debütierte er am 6. Dezember 1998 gegen Fortuna Düsseldorf. In eineinhalb Jahren kam er für RWO jedoch nur auf sechs Zweitligaeinsätze. In der Winterpause 1999/2000 wechselte Onisemiuc zum Regionalligisten VfB Oldenburg.
Mircea Onisemiuc ist heute Fußballtrainer mit der DFB-A-Lizenz. Er arbeitete in der Saison 2013/14 als Co-Trainer der A-Junioren-Bundesliga-Mannschaft des MSV Duisburg und übernahm im Juli 2014 den Cheftrainerposten des Oberligisten Schwarz-Weiß Essen. Im Mai 2016 wurde er als neuer Trainer des Regionalligisten Rot Weiss Ahlen vorgestellt. Nach Erfolglosigkeit wurde er im Oktober 2016 entlassen. Im Januar 2017 übernahm er bis Saisonende die SSVg Velbert in der Oberliga Niederrhein.
2018 kehrte er zum MSV Duisburg zurück und übernahm die U-15 Junioren des Vereins, am 13. März 2019 trat er aus beruflichen Gründen zurück.